# 더블린시티 대학교

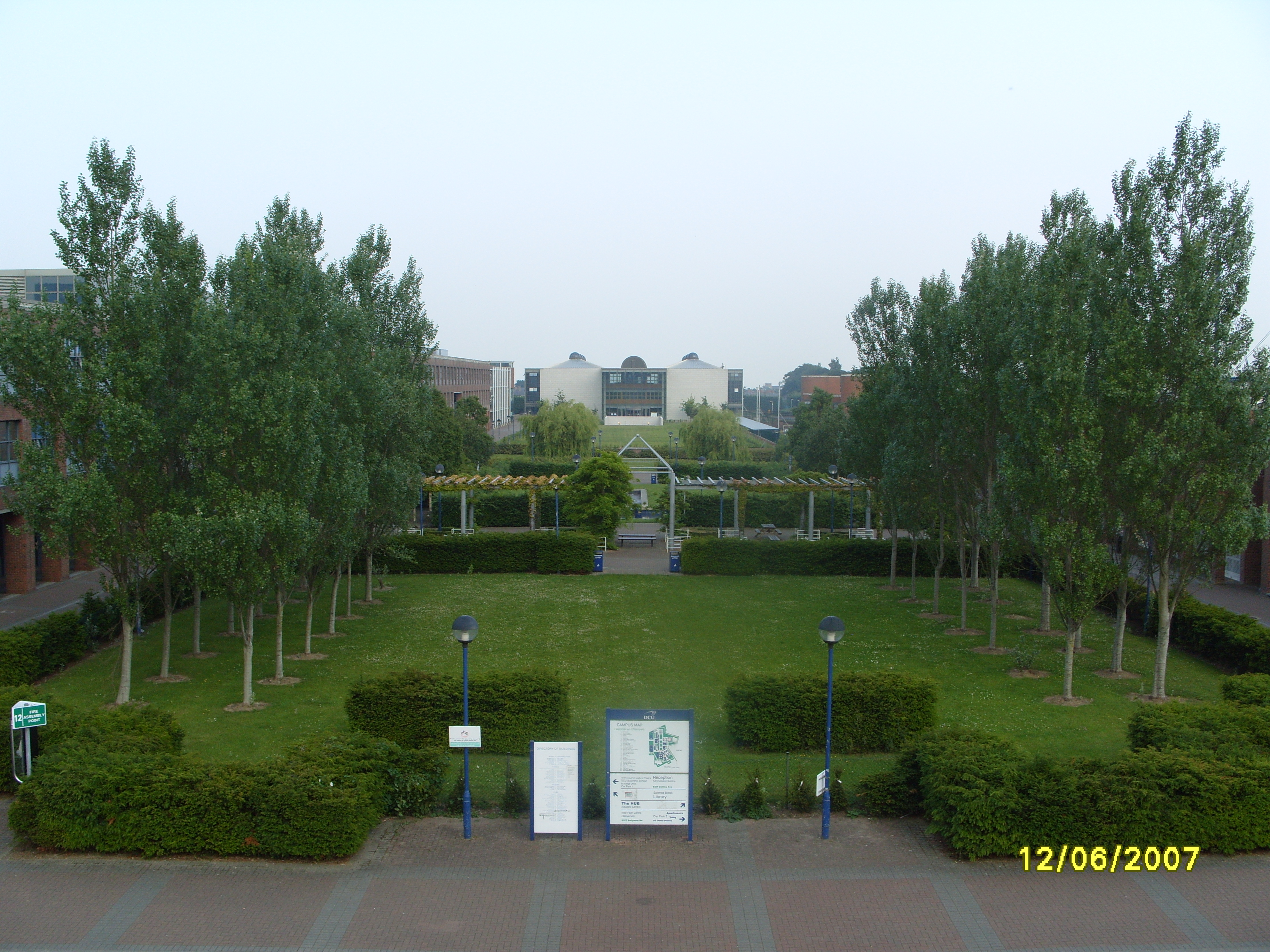

더블린시티 대학교(Dublin City University)는 아일랜드 더블린에 있는 대학교다. 약칭으로 DCU를 사용한다.